# Cacatuinae
De Cacatuinae vormen een onderfamilie, die bestaat uit twee geslachtengroepen:
- Microglossini, waarvan de zwarte kaketoe de enige soort is.
- Cacatuini, met vier geslachten. De vier geslachten zijn Callocephalon (1 soort), Eolophus (1 soort), Lophochroa (1 soort) en Cacatua (11 soorten).

De valkparkieten komen in deze systematiek terecht in een eigen onderfamilie, de Nymphicinae.